# Otra
Otra est un fleuve du sud de la Norvège, un des plus longs du pays.

## Géographie
Otra prend sa source dans les montagnes de Setesdalsheiene dans la municipalité de Bylke dans l'Aust-Agder et se dirige vers le sud pour se jeter dans le Skagerrak à Kristiansand. Deux grands lacs se trouvent sur le cours de Otra : Åraksfjorden et Byglandsfjorden.